# 仙本那
仙本那是馬來西亞沙巴斗湖省的一个小镇，在马来语中有“完美”的意思。2013年馬來西亞軍警與蘇祿武裝人員在仙本那的Simunul發生了衝突。岸外的马布岛也是沙巴的著名旅游景点之一。